# Дуга Меджа
Дуга Меджа (хорв. Duga Međa) — населений пункт у Хорватії, у Вировитицько-Подравській жупанії у складі громади Зденці.

## Населення
Населення за даними перепису 2011 року становило 196 осіб.
Динаміка чисельності населення поселення:

## Клімат
Середня річна температура становить 11,14 °C, середня максимальна – 25,45 °C, а середня мінімальна – -5,90 °C. Середня річна кількість опадів – 733 мм.
| Клімат поселення                              | Клімат поселення | Клімат поселення | Клімат поселення | Клімат поселення | Клімат поселення | Клімат поселення | Клімат поселення | Клімат поселення | Клімат поселення | Клімат поселення | Клімат поселення | Клімат поселення | Клімат поселення |
| Показник                                      | Січ.             | Лют.             | Бер.             | Квіт.            | Трав.            | Черв.            | Лип.             | Серп.            | Вер.             | Жовт.            | Лист.            | Груд.            |                  |
| Середній максимум, °C                         | 5,82             | 8,08             | 12,69            | 17,09            | 22,43            | 25,45            | 25,20            | 24,60            | 20,34            | 15,04            | 9,28             | 5,22             |                  |
| Середня температура, °C                       | −0,04            | 2,20             | 6,80             | 11,22            | 16,56            | 19,58            | 21,47            | 20,90            | 16,60            | 11,30            | 5,54             | 1,50             |                  |
| Середній мінімум, °C                          | −5,9             | −3,66            | 0,94             | 5,35             | 10,69            | 13,70            | 17,76            | 17,16            | 12,88            | 7,60             | 1,83             | −2,24            |                  |
| Норма опадів, мм                              | 45               | 42               | 44               | 57               | 70               | 93               | 66               | 66               | 56               | 64               | 73               | 57               |                  |
| Середньомісячна швидкість вітру, м/с          | 2.12             | 2.40             | 2.70             | 2.60             | 2.30             | 2.10             | 2.10             | 1.90             | 1.90             | 2.00             | 2.10             | 2.20             |                  |
| Середньомісячна сонячна радіація, кДж/м²·день | 4180             | 6886             | 10804            | 15247            | 19244            | 21168            | 22133            | 20085            | 14834            | 9122             | 4701             | 3526             |                  |
| --------------------------------------------- | ---------------- | ---------------- | ---------------- | ---------------- | ---------------- | ---------------- | ---------------- | ---------------- | ---------------- | ---------------- | ---------------- | ---------------- | ---------------- |
| Джерело:                                      |                  |                  |                  |                  |                  |                  |                  |                  |                  |                  |                  |                  |                  |